# Cmentarz wojenny w Cichoborzu
Cmentarz wojenny w Cichoborzu – cmentarz z I wojny światowej znajdujący się we wsi Cichobórz w województwie lubelskim, w powiecie hrubieszowskim, w gminie Hrubieszów.
Założony prawdopodobnie w 1915 r. Położony na tyłach kościoła, obok cmentarza parafialnego. Otoczony wałem ziemnym. Zachowane 50 mogił zbiorowych.